# Стефан Робер
Стефан Робер (фр. Stéphane Robert; рођен 17. маја 1980. у Монтаржију, Француска) је француски тенисер који је свој најбољи пласман у синглу достигао 24. октобра 2016. када је заузимао 50. место на АТП листи.

## Каријера
Почео је да игра тенис са осам година. Идоли током одрастања били су му Андре Агаси и Густаво Киртен.
Прве поене на АТП листи остварио је 23. јула 2001. као 21-годишњак када је успешно прошао квалификације за први професионални турнир, фјучерс у Бург ан Бресу (Француска). У првих сто тенисера пробио се 1. фебруара 2010. након пласмана у друго коло Отвореног првенства Аустралије где је поражен од Алберта Монтањеса у пет сетова. Пропустио је више од петнаест месеци током 2007. и 2008. због вируса Хепатитиса А да би повратак започео на фјучерсу у Апелдорну (Холандија) где је стигао до финала. Значајан је и његов напредак од 558. места (25. мај 2015) до повратка у топ 100 тенисера 16. маја 2016. после проласка у друго коло мастерса у Риму.
На АТП туру је дебитовао 2004. у Хјустону а заустављен је већ у другом колу пошто је изгубио од Луиса Орне. Играо је у укупно два АТП финала, по једно у обе конкуренције. У синглу је дошао до финала турнира у Јоханезбургу 2010. где је поражен од Шпанца Фелисијана Лопеза а пре тога је у полуфиналу избацио његовог сународника Ферера. Титулу у дублу освојио је 2014. у Барселони у пару са Холанђанином Хута Галунгом. Они су као срећни губитници (енгл. Lucky Losers) савладали комбинацију Нестор/Зимоњић.
У појединачној конкуренцији има и девет титула на челенџерима и четрнаест на фјучерсима. Последњу титулу је освојио 2018. на џеленџеру у Бернију на Тасманији и тако постао други најстарији победник у историји челенџера (са 37 година и 8 месеци).
Најбоље гренд слем резултате остваривао је на Отвореном првенству Аустралије – четврто коло 2014. када је као срећни губитник елиминисан од Ендија Марија и треће коло 2016. где је стигао као квалификант а зауставио га је Гаел Монфис. Тако је постао један од два срећна губитника у четвртом колу неког гренд слема још од Вимблдона 1995. Иначе, играо је макар у другом колу на сва четири гренд слема. Посебно се истиче Ролан Гарос 2011. где је прошао три кола квалификација да би му у првом колу противник био шести тенисер света Томаш Бердих. Робер је имао два сета заостатка али успео је да преокрене и слави у одлучујућем петом резултатом 9:7. То му је била највећа победа у каријери а већ у наредном колу је поражен од Фабија Фоњинија. После пораза од Ника Кириоса у првом колу Вимблдона 2014. пропустио је остатак сезоне због повреде ноге.
На чак пет турнира мастерс 1000 серије је успео да стигне до другог кола, задњи пут у Индијан Велсу 2017. где је поражен од Федерера.
Роберова омиљена подлога је шљака а ударац бекхенд.
Од 2001. до марта 2010. тренирао га је Ронан Лафе (фр. Ronan Lafaix). У мају 2016, Лафе, који је дванаест година старији од Робера, је постао његов тренер по други пут.

## Приватни живот
Роберов отац Лук је механичар а мајка Мартина секретарица (обоје у пензији). Брат Фабијен је тениски тренер а раније је био професионални играч. Хобији укључују праћење спорта и читање књига. Један од омиљених писаца му је Достојевски.

## АТП финала

### Појединачно: 1 (0:1)
| Легенда                        |
| ------------------------------ |
| Гренд слем турнири (0:0)       |
| Завршно првенство сезоне (0:0) |
| АТП мастерс 1000 (0:0)         |
| АТП 500 (0:0)                  |
| АТП 250 (0:1)                  |

| Финала по подлози |
| ----------------- |
| Тврда (0:1)       |
| Шљака (0:0)       |
| Трава (0:0)       |

| Финала по локацији |
| ------------------ |
| Отворено (0:1)     |
| Дворана (0:0)      |

| Исход     | Бр. | Датум            | Турнир           | Подлога | Противник        | Резултат |
| --------- | --- | ---------------- | ---------------- | ------- | ---------------- | -------- |
| Финалиста | 1.  | 7. фебруар 2010. | Јоханезбург, ЈАР | Тврда   | Фелисијано Лопез | 5:7, 1:6 |

### Парови: 1 (1:0)
| Легенда                        |
| ------------------------------ |
| Гренд слем турнири (0:0)       |
| Завршно првенство сезоне (0:0) |
| АТП мастерс 1000 (0:0)         |
| АТП 500 (1:0)                  |
| АТП 250 (0:0)                  |

| Финала по подлози |
| ----------------- |
| Тврда (0:0)       |
| Шљака (1:0)       |
| Трава (0:0)       |

| Финала по локацији |
| ------------------ |
| Отворено (1:0)     |
| Дворана (0:0)      |

| Исход    | Бр. | Датум           | Турнир             | Подлога | Партнер          | Противници                   | Резултат |
| -------- | --- | --------------- | ------------------ | ------- | ---------------- | ---------------------------- | -------- |
| Победник | 1.  | 27. април 2014. | Барселона, Шпанија | Шљака   | Џеси Хута Галунг | Данијел Нестор Ненад Зимоњић | 6:3, 6:3 |